# Фускалдо
Фуска̀лдо (на италиански: Fuscaldo) е градче и община в Южна Италия, провинция Козенца, регион Калабрия. Разположено е на 350 m надморска височина. Населението на общината е 8334 души (към 2010 г.).